# Ні насильству
«Ні наси́льству» (англ. - Non Violence) — бронзова скульптура Карла Фредеріка Рейтерсварда (англ. - Carl Fredrik Reuterswärd) збільшеного в розмірах револьвера 45-го калібру зі стволом, зав'язаним вузлом, і дулом, спрямованим у небо.
Вперше скульптура була створена Рейтерсвардом у 1980 році. На ескізі скульптури, який зберігається в «Музеї Ескізів» (англ. - The Museum of Sketches) в Лунді (Швеція), Рейтерсвард написав, що на створення цього монументу його надихнув глибокий сум, спричинений безглуздим вбивством Джона Леннона.
Сьогодні у світі налічується понад 16 таких скульптур і їх кількість постійно збільшується. Три перші скульптури були встановлені в Мальме (Швеція); на площі перед спорудою штаб-квартири Організації Об'єднаних Націй в Нью-Йорку, США, і в Люксембурзі.
Решта скульптур встановлені в Берліні (Німеччина), Стокгольмі (Швеція), Гетеборзі (Швеція), Каннах, (Франція), Лозанні (Швейцарія), Кейптауні (Південно-Африканська Республіка), Ліверпулі (Велика Британія), Маямі (США), Пномпені (Камбоджа), Пекіні (Китай).
Рейтерсвард пізніше писав, що гумор завжди був найкращим інструментом для об'єднання людей. Тому при творенні свого символу миру — скульптури Ні насильству — він намагався вкласти в творіння максимум гумору, щоб зробити традиційну зброю символічно смішною і абсолютно не придатною для насильства.
В 1993 році в Швейцарії був заснований Фонд проекту Ні насильству (англ. - The Non-Violence Project Foundation), який сьогодні функціонує в Швеції, США, Німеччині, Бразилії, Південній Африці, Великій Британії та інших країнах світу. Його місія полягає в надиханні, мотивуванні і залученні молодих людей до розуміння, як вирішувати конфлікти, не вдаючись до насильства.

## Фотографії

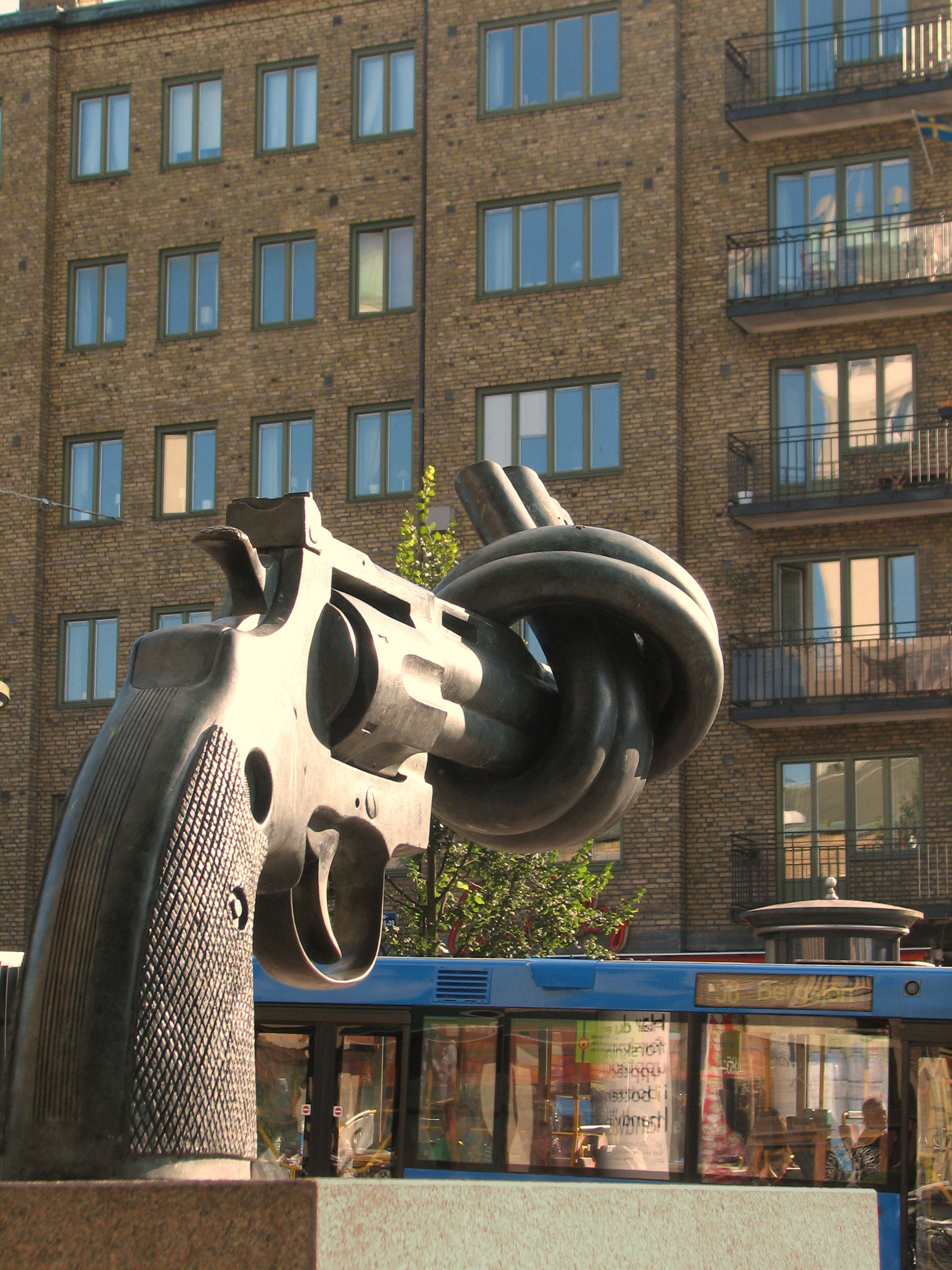
Ні насильству  в Гетеборгу (Швеція)
Ні насильству в Мальме (Швеція)
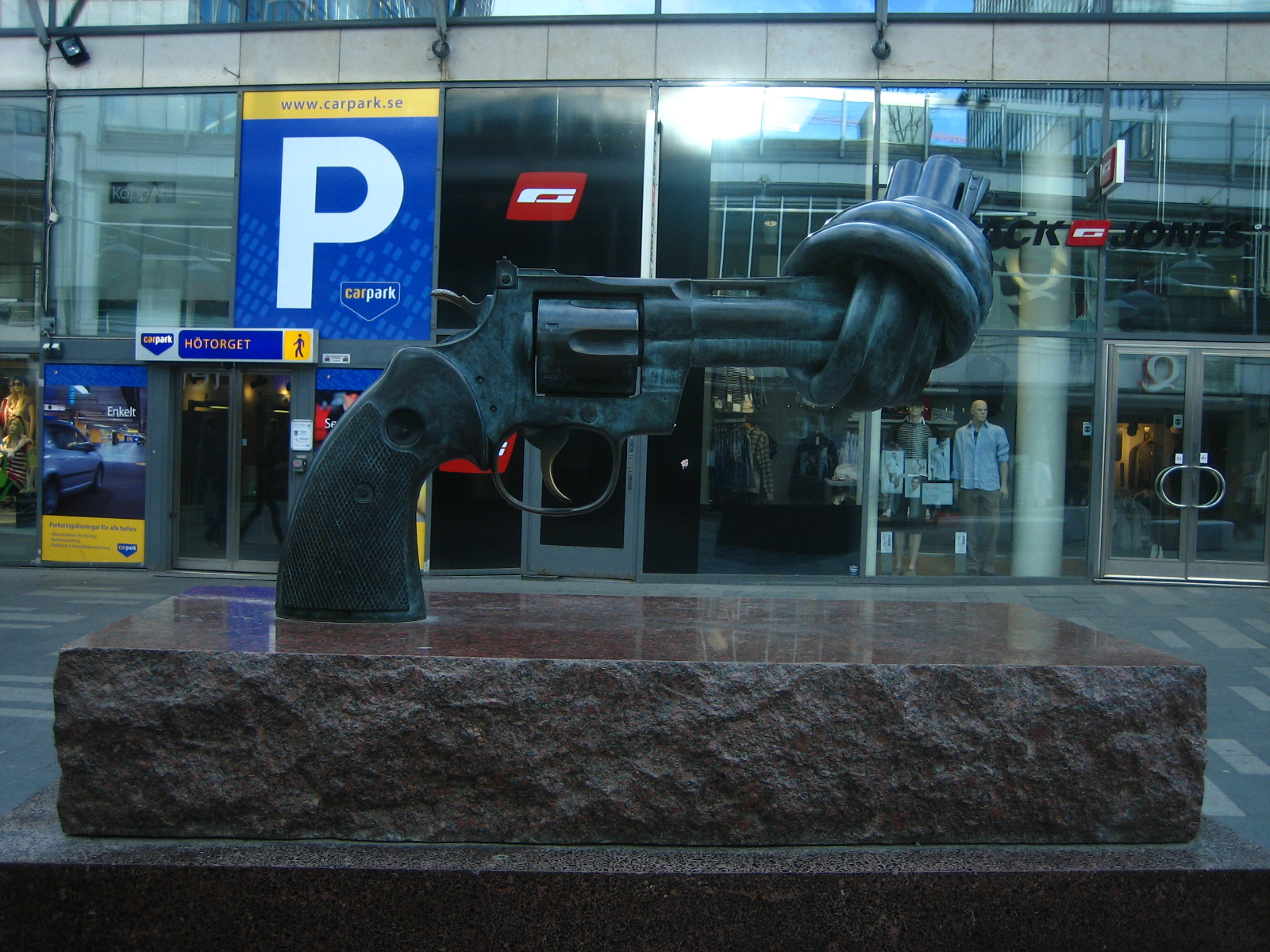
Ні насильству в Стокгольмі (Швеція)
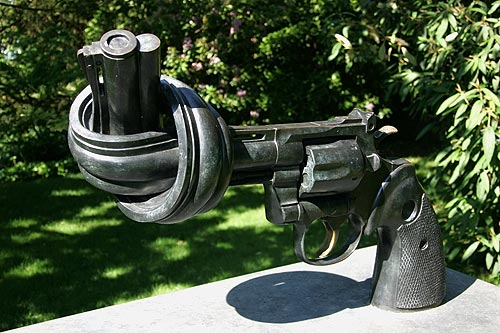
Ні насильству в Лозанні (Швейцарія)